# كوتا عالية
الكوتا العالية (باللاتينية: Cota altissima) نوع نباتي يتبع جنس الكوتا من الفصيلة النجمية. كان هذا النوع يوضع ضمن جنس الأربيان وكان يسمى الأربيان العالي (باللاتينية: Anthemis altissima).

## الموئل والانتشار
موطنها بلاد الشام وتركيا وحوض البحر الأبيض المتوسط وحوض البحر الأسود.

## مرادفات للاسم العلمي
- (باللاتينية: Anthemis altissima L.)
- (باللاتينية: Anthemis cota L.)